# Meleneta opinor
Meleneta opinor är en fjärilsart som beskrevs av Dyar 1910. Meleneta opinor ingår i släktet Meleneta och familjen Pantheidae. Inga underarter finns listade i Catalogue of Life.